# Chlebnice
Chlebnice község Szlovákiában, a Zsolnai kerület Alsókubini járásában.

## Fekvése
Alsókubintól 15 km-re keletre fekszik.

## Története
Oklevél 1564-ben említi először „Chlewnica” alakban. A falut a 16. század közepén a vlach jog alapján telepítette birtokosa, Thurzó Ferenc. Az árvai uradalomhoz tartozott. 1595-ben Thurzó György a falu lakóinak kiváltságlevelet adott. 1598-ban 18 ház állt a községben. 1604-ben „Hlebnycza” alakban említik. 1604–1605-ben Bocskai hajdúi kétszer is felgyújtották. A falu első fatemploma 1629-ben épült. 1683-ban a császári katonaság égette fel a falut. 1715-ben 280 lakosa volt. 1754-ben egy tűzvészben újra teljesen leégett. 1763-ban épült fel a mai templom, melyet eredetileg Szent Imre herceg tiszteletére szenteltek. 1778-ban 526 volt a lakosok száma. Első iskolája 1793-ban létesült. 1828-ban 153 házában 1035 lakos élt. 1831-ben a kolerajárványnak 108 lakos esett áldozatul.
Fényes Elek 1851-ben kiadott geográfiai szótárában így ír a faluról: „Chlebnicze, tót falu, Árva vgyében, 1019 kath., 16 zsidó lak. Fekszik egy szűk sötét völgyben. Van kath. temploma, vizimalma, szép erdeje, hires sajtja, igen sovány zabföldje. Sessiója: 71 1/8. F. u. az árvai uradalom.”
1873-ban az újabb kolerajárványban 105-en haltak meg. Lakói híres sajtkészítők voltak, szövéssel, fémtárgyakkal kereskedtek. A 20. század elején fejlett üveg- és kádáriparuk volt. A trianoni diktátumig Árva vármegye Vári járásához tartozott.
1929-ben és 1932-ben nagy tűzvészek pusztították, akkor égett le az 1629-ben épült fatemplom is.

## Népessége
| Év:            | 1994. | 2004.   | 2014.   | 2024.   |
| -------------- | ----- | ------- | ------- | ------- |
| Emberek száma: | 1479  | 1598    | 1612    | 1619    |
| Eltérés:       |       | +8,04 % | +0,87 % | +0,43 % |

| Év:            | 2023. | 2024.   |
| -------------- | ----- | ------- |
| Emberek száma: | 1622  | 1619    |
| Eltérés:       |       | -0,18 % |

1910-ben 1071, túlnyomórészt szlovák anyanyelvű lakosa volt.
2001-ben 1573 lakosából 1569 szlovák volt.
2011-ben 1587 lakosából 1573 szlovák volt.

## Nevezetességei
- Nagyboldogasszony plébániatemploma 1763-ban épült barokk stílusban.
- Kápolnája a 19. századból való.

## Testvértelepülései
- Słopnice, Lengyelország